# العلاقات الأرمينية اللاوسية
العلاقات الأرمينية اللاوسية هي العلاقات الثنائية التي تجمع بين أرمينيا ولاوس.

## مقارنة بين البلدين
هذه مقارنة عامة ومرجعية للدولتين:
| وجه المقارنة                                              | أرمينيا                    | لاوس        |
| --------------------------------------------------------- | -------------------------- | ----------- |
| المساحة (كم2)                                             | 29.74 ألف                  | 236.80 ألف  |
| عدد السكان (نسمة)                                         | 2.93 مليون                 | 6.86 مليون  |
| الكثافة السكانية (ن./كم²)                                 | 98.52                      | 28.97       |
| العاصمة                                                   | يريفان                     | فيينتيان    |
| اللغة الرسمية                                             | لغة أرمنية                 | اللغة اللاو |
| العملة                                                    | درام أرميني                | كيب لاوي    |
| الناتج المحلي الإجمالي (بليون دولار)                      | 11.54 مليار                | 16.85 مليار |
| الناتج المحلي الإجمالي (تعادل القوة الشرائية) بليون دولار | 25.41 مليار                | 38.71 مليار |
| الناتج المحلي الإجمالي الاسمي للفرد دولار أمريكي          | 3.49 ألف                   | 1.82 ألف    |
| الناتج المحلي الإجمالي للفرد دولار أمريكي                 | 8.07 ألف                   |             |
| مؤشر التنمية البشرية                                      | 0.743                      | 0.575       |
| رمز المكالمات الدولي                                      | +374                       | +856        |
| رمز الإنترنت                                              | .am، .հայ ‏                 | .la         |
| المنطقة الزمنية                                           | ت ع م+04:00، توقيت أرمينيا | ت ع م+07:00 |

## منظمات دولية مشتركة
يشترك البلدان في عضوية مجموعة من المنظمات الدولية، منها:
| علم المنظمة | اسم المنظمة                        | تاريخ انضمام أرمينيا | تاريخ انضمام لاوس |
| ----------- | ---------------------------------- | -------------------- | ----------------- |
|             | بنك التنمية الآسيوي                | 2005                 | 1966              |
|             | مؤسسة التنمية الدولية              | 25 أغسطس 1993        | 28 أكتوبر 1963    |
|             | يونسكو                             | 9 يونيو 1992         | 9 يوليو 1951      |
|             | وكالة ضمان الاستثمار متعدد الأطراف | 5 ديسمبر 1995        | 5 أبريل 2000      |
|             | الأمم المتحدة                      | 2 مارس 1992          | 14 ديسمبر 1955    |
|             | البنك الدولي للإنشاء والتعمير      | 16 سبتمبر 1992       | 5 يوليو 1961      |
|             | منظمة حظر الأسلحة الكيميائية       | ?                    | ?                 |
|             | مؤسسة التمويل الدولية              | 18 أبريل 1995        | 29 يناير 1992     |
|             | منظمة الشرطة الجنائية الدولية      | ?                    | ?                 |

## وصلات خارجية
- موقع وزارة الخارجية الأرمينية
- موقع وزارة الخارجية اللاوسية